# Чіпси Люкс (підприємство)
ТОВ «Чіпси Люкс» — українське підприємство, найбільший виробник картопляних чипсів в Україні. Є дочірнім підприємством ПАТ «Монделіс Україна» (до 2014 року — «Крафт Фудз Україна»). Розташоване в селі Старі Петрівці Вишгородського району Київської області.
На підприємстві виробляють чипси торгової марки «Люкс» — для споживачів ринку України та «Estrella», що експортуються до Білорусі, Молдови, Грузії, Вірменії, Азербайджану.
Промислову та насіннєву картоплю компанія вирощує в рамках власної аграрної програми в співпраці з майже 30 господарствами України. Підприємство працює за міжнародними стандартами ISO 9001:2008, ISO 14001:2004, OHSAS 18001:2007, ISO 22000-2005, BSI PAS 220:2008.
У компанії працює понад 237 співробітників.

## Історія
1999 — Компанія Kraft Foods купує фабрику «Українська мова» в Старих Петрівцях.
2000 — Будівництво промислового складу для зберігання картоплі на 11 тисяч тонн. Розроблено власну агропрограму. Отримано сертифікат ISO 9002.
2001 — Початок виробництва продукції під торговою маркою Estrella.
2002 — Запуск другої лінії з виробництва чипсів. Будівництво нового складського приміщення для зберігання картоплі.
2003 — У виробництві з'являються екструдовані продукти Cerezos.
2005 — Запущено лінії з пакування кави «Jacobs» та «Maxwell House». Отримано сертифікат ISO 14001.
2006 — Запуск виробництва кукурудзяних чипсів «Patos».
2009 — Пройдено сертифікаційний аудит системи управління безпечністю харчових продуктів на відповідність міжнародним стандартам ISO 22000-2005, BSI PAS 220:2008, базуючись на вимогах стандарту FSSC 22000-2009.
2010 — Зміна юридичного статусу з Вишгородської філії ЗАТ «Крафт Фудз Україна» на дочірнє підприємство ЗАТ «Крафт Фудз Україна» (організаційно-правова форма — товариство з обмеженою відповідальністю, офіційна назва — ТзОВ «Чіпси Люкс»).

## Виробництво картопляних чипсів
Процес виробництва чипсів «ЛЮКС» складається з багатьох етапів, від вирощування картоплі до пакування готового продукту з подальшим контролем якості та відвантаженням дистриб'юторській мережі.
Для приготування 1 кг чипсів потрібно переробити 3-4 кг картоплі. Картопля вирощується в рамках власної аграрної програми у співпраці з майже 30 господарствами в Тернопільській, Житомирській, Вінницькій, Київській, Чернігівській, Херсонській та Хмельницькій областях України. Щороку на виробництві переробляється близько 60 тисяч тонн картоплі. Компанія використовує голландські промислові сорти картоплі «Леді Розетта», «Сатурна», а також місцевий сорт «Фантазія».
Картопляні чипси «ЛЮКС» виробляються з очищеної картоплі, нарізаної скибками завтовшки 1.0-1.6 мм і діаметром 35-75 мм, з подальшим обсмажуванням у рослинній олії та змішуванням із сухими ароматизаторами (натуральні та натурально-ідентичні ароматичні речовини) та сіллю. Із 2010 року для виробництва чипсів «ЛЮКС» використовується йодована сіль. Вміст вологи у чипсах — 2%, олії — 30%.
Для відтворення бажаних смаків компанія закуповує відповідні приправи у бутіків смаку (Flavour House) у Голландії та Англії. Основним інгредієнтом для підкреслення смаку в картопляних чипсах є сіль.
За 11 років на фабриці було виготовлено понад 100 тисяч тонн солоних снеків, було використанно понад 400 тис. тонн промислової та понад 55 тис. тонн насіннєвої картоплі.

## Поява нових смаків
Новинки чипсів «ЛЮКС» з'являються зазвичай 1-2 рази на рік. Відділи маркетингу та дослідження смаків споживачів відслідковують тенденції у смакових перевагах українців через опитування, фокус-групи, вивчання ринку. Інформація про смаки, що подобаються споживачу, передається у відділ розробок і дослідження на фабриці, де починається створення чипсів із новими смаками. Кілька варіантів нових смаків знову пропонуються для дегустації споживачам. За результатами визначається найкращий смак, який надходить на масове виробництво.

## Стандарти якості та безпеки
1999 року підприємство отримало міжнародний сертифікат на відповідність управління системи якості ISO 9002.
2005 року отримано сертифікат ISO 14001.
2009 року завершився сертифікаційний аудит системи управління безпечністю харчових продуктів на відповідність міжнародним стандартам ISO 22000-2005, а також BSI PAS 220:2008, базуючись на вимогах стандарту FSSC 22000-2009.

## Соціальна робота
- підтримка дитячих будинків «Любисток» у с. Нові Петрівці, «Сонячний» у с. Жуків, «Гніздечко» у смт. Іванків [джерело?]
- волонтерська робота з соціально незахищеними дітьми Вишгородського району в літньому таборі «Водограй»[джерело?]
- підтримка у придбанні обладнання для комп'ютерної бібліотеки в клубі с. Старі Петрівці[джерело?]
- придбання тренажерів для шкільного спортивного залу[джерело?]
- придбання будматеріалів для ремонту даху Старопетрівського дитсадка та місцевого Будинку культури[джерело?]
- спільно з благодійною організацією «Червона Рута» та гуртом «Дай Боже» проведення благодійних театралізованих вистав «Зелені Свята» для вихованців-інтернатів Київської області[джерело?]
- допомога в облаштуванні дитячого майданчика та фундаменту школи-інтернату № 5 для дітей з вадами зору[джерело?]

## Визнання
- «Найкращий інвестор Вишгородського району», 2010
- Грамота «За активну участь у житті районну, благодійність, зайняття лідируючих позицій на ринку харчової галузі, потужне виробництво та з нагоди 10-ї річниці утворення фабрики», 2009
- Грамота «За вагомий внесок в соціально-економічний розвиток району з нагоди Дня Підприємця», 2009